# 濱海拉塞訥
濱海拉塞訥（法語：La Seyne-sur-Mer，法語發音：[la sɛn syʁ mɛʁ]），法国东南部城市，普罗旺斯-阿尔卑斯-蓝色海岸大区瓦尔省的一个市镇，隶属于土伦区，其市镇面积为22.17平方公里，2022年1月1日时人口数量为62,905人，是该省人口第二多的市镇，在法国城市中排名第89位。
滨海拉塞讷位于瓦尔省西南部，地中海沿岸，省会土伦市区西南侧，是土伦的一个近郊卫星城，因其境内历史上的造船厂而闻名。

## 地名来源
“La Seyne”一名为奥克语名“La Sagno”法语化而来，后者意为“海边芦苇荡”。
滨海拉塞讷所处区域历史上曾通行奥克语普罗旺斯方言，“La Seyne-sur-Mer”对应的奥克语古典正写法拼写为“La Sanha de Mar”，米斯特拉尔标准拼写则为“La Sèino de Mar”。

## 历史

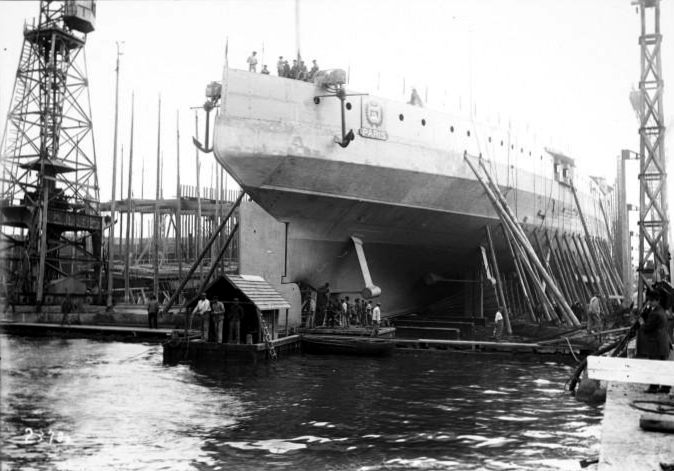
1912年，滨海拉塞讷造船厂内建造中的巴黎号战列舰

滨海拉塞讷的早期历史尚不清楚，该区域在中世纪时期长期为普罗旺斯伯国的一部分。1593年，锡富尔地区出现了首个港口。公元17世纪初，法国地中海航运方兴未艾，为发展海洋工业，法兰西国王路易十四于1657年7月2日颁布宪章，将原锡富尔的东部海滨区域独立划出，滨海拉塞讷由此诞生。1692年，滨海拉塞讷港口兴建了避风堤。1711年，滨海拉塞讷建成了首座造船厂。法国大革命后，滨海拉塞讷成为瓦尔省的一个市镇。拿破仑一世曾于1812年在滨海拉塞讷的一处高地上兴建拿破仑堡作为土伦港的陆地防御设施，后者于1823年建成。19世纪时，随着工业革命的推动，造船技术不断提升，滨海拉塞讷造船厂得到快速发展。1855年，拿破仑三世创建了地中海铁器造船厂，其主基地位于滨海拉塞讷。在此后的一个多世纪里，该厂生产了近百艘各类大型邮轮，鼎盛时期工厂面积达到22公顷，总员工数量超过五千。随着造船工业的兴起，滨海拉塞讷城市亦得到发展，当地人口数量快速增加，并形成了多个新兴居民区。第二次世界大战末期，地中海造船厂作为被纳粹控制的军事战略目标，多次遭到联军轰炸，其中在1944年8月17日的一次空袭中，造船厂90%的设施被炸毁。20世纪60年代，受到国际竞争影响，滨海拉塞讷造船业开始萎缩，其造船厂于1966年被新成立的CNIM收购。20世纪70至80年代间，地中海造船厂的滨海拉塞讷工厂连年亏损，最终于1988年彻底关闭。20世纪90年代，滨海拉塞讷失业率一度超过30%，当地出现一系列政治腐败。1995年，法国饶舌乐队Suprême NTM在滨海拉塞讷的一次演唱会上公然挑衅警察，引发法国社会广泛舆论。2003年9月1日，滨海拉塞讷境内发生森林火灾，三名消防员在灭火过程中不幸遇难。2016年5月，滨海拉塞讷巡洋舰码头建成。

## 地理

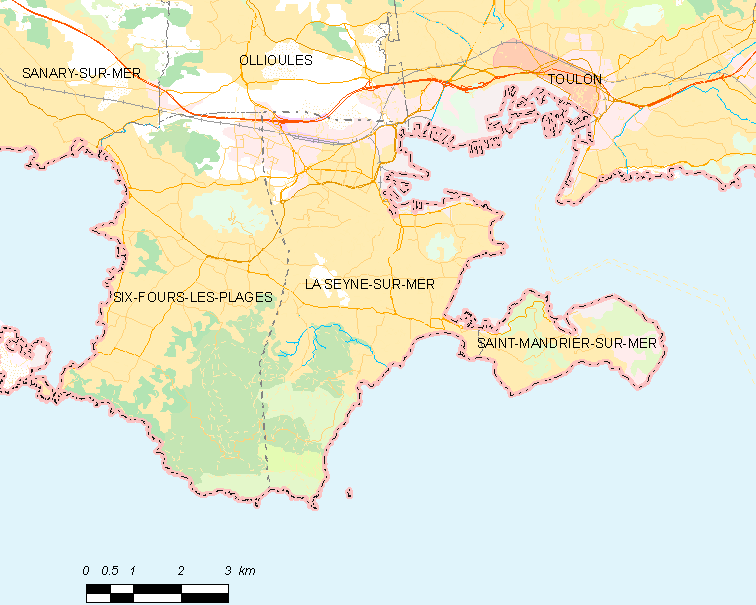
滨海拉塞讷市镇范围地图

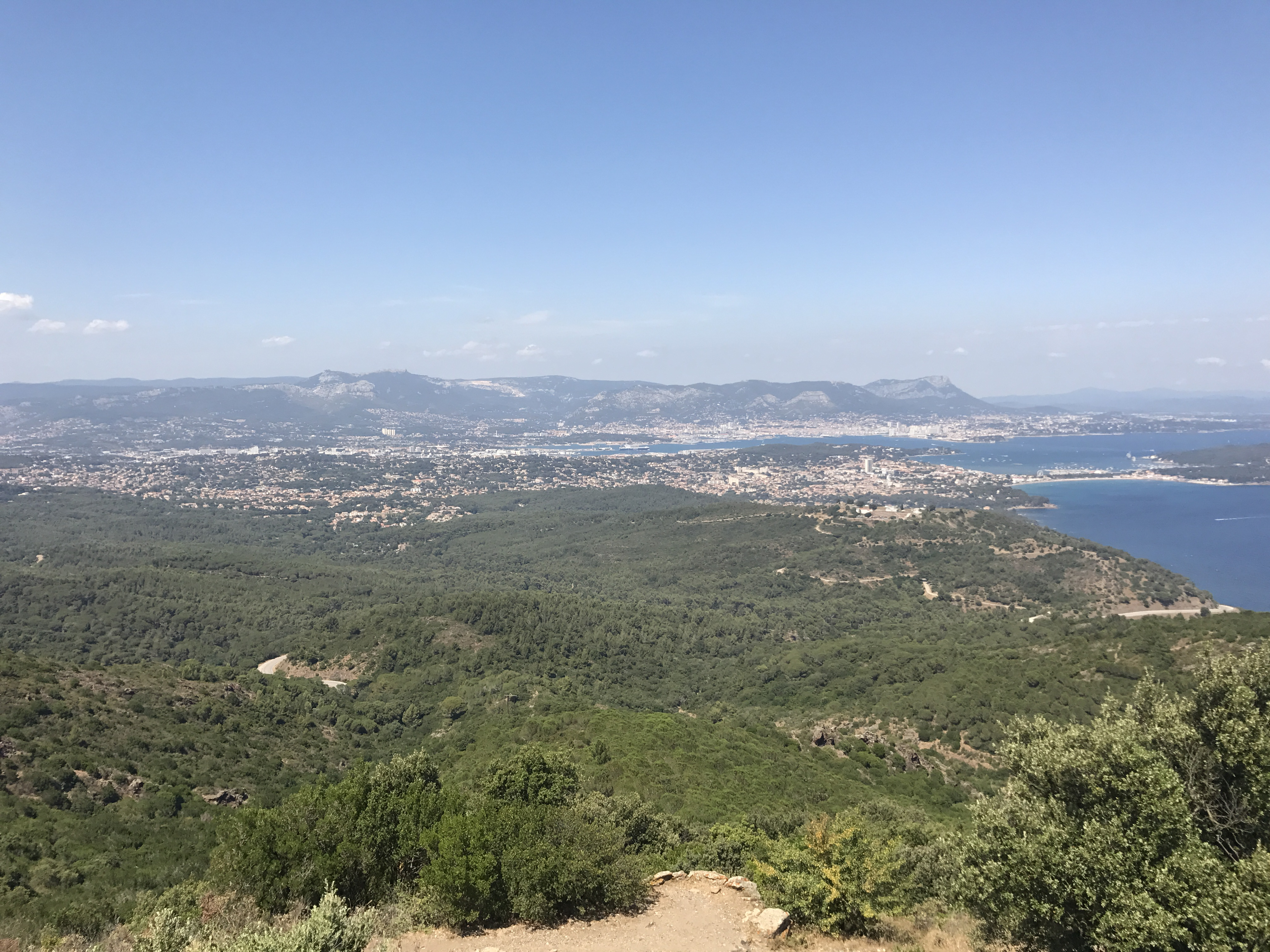
滨海拉塞讷全景

滨海拉塞讷位于法国东南部，普罗旺斯-阿尔卑斯-蓝色海岸大区南部和瓦尔省西南部，距离省会土伦大约7公里。地中海上的两兄弟岩亦为滨海拉塞讷的市镇管辖范围。与滨海拉塞讷接壤的市镇包括：奥利乌勒、锡富尔莱普拉日、滨海圣芒德里耶。

### 地形
滨海拉塞讷位于勒卡普锡西耶高原东侧，境内以丘陵为主，靠近海滨的区域地势较为平坦，内陆地区则起伏多变，全境海拔在0到352米之间。

### 水文
滨海拉塞讷东侧和南侧濒临大西洋，多条溪流在此直汇入海。滨海拉塞讷东侧海域以其命名。

### 植被
滨海拉塞讷属于亚热带常绿硬叶林区，拿破仑堡附近有大片林地分布，市镇范围最南部为拉塞讷森林。
在鲜花城市的评比中，滨海拉塞讷被评为3星级鲜花城市。

### 气候
滨海拉塞讷在柯本气候分类法中属于地中海氣候，夏季較為炎熱冬季則溫暖。港口時有強風襲來。年平均氣溫為15.9摄氏度。
距离滨海拉塞讷最近的常年气象站位于土伦境内，以下为该气象站的数据：
| 土伦 1981年－2019年 | 土伦 1981年－2019年 | 土伦 1981年－2019年 | 土伦 1981年－2019年 | 土伦 1981年－2019年 | 土伦 1981年－2019年 | 土伦 1981年－2019年 | 土伦 1981年－2019年 | 土伦 1981年－2019年 | 土伦 1981年－2019年 | 土伦 1981年－2019年 | 土伦 1981年－2019年 | 土伦 1981年－2019年 | 土伦 1981年－2019年 |
| 月份                | 1月                 | 2月                 | 3月                 | 4月                 | 5月                 | 6月                 | 7月                 | 8月                 | 9月                 | 10月                | 11月                | 12月                | 全年                |
| ------------------- | ------------------- | ------------------- | ------------------- | ------------------- | ------------------- | ------------------- | ------------------- | ------------------- | ------------------- | ------------------- | ------------------- | ------------------- | ------------------- |
| 历史最高温 °C（°F） | 20.9 (69.6)         | 22.5 (72.5)         | 26.4 (79.5)         | 28.1 (82.6)         | 31.3 (88.3)         | 35.7 (96.3)         | 40.1 (104.2)        | 37 (99)             | 34.9 (94.8)         | 29.3 (84.7)         | 24.2 (75.6)         | 21.9 (71.4)         | 40.1 (104.2)        |
| 平均高温 °C（°F）   | 12.9 (55.2)         | 13.5 (56.3)         | 16 (61)             | 18.3 (64.9)         | 22.3 (72.1)         | 26.4 (79.5)         | 29.6 (85.3)         | 29.7 (85.5)         | 25.9 (78.6)         | 21.3 (70.3)         | 16.4 (61.5)         | 13.5 (56.3)         | 20.5 (68.9)         |
| 日均气温 °C（°F）   | 9.6 (49.3)          | 9.9 (49.8)          | 12.1 (53.8)         | 14.2 (57.6)         | 18 (64)             | 21.7 (71.1)         | 24.7 (76.5)         | 24.7 (76.5)         | 21.4 (70.5)         | 17.7 (63.9)         | 13.1 (55.6)         | 10.3 (50.5)         | 16.5 (61.7)         |
| 平均低温 °C（°F）   | 6.2 (43.2)          | 6.3 (43.3)          | 8.2 (46.8)          | 10.1 (50.2)         | 13.6 (56.5)         | 17 (63)             | 19.7 (67.5)         | 19.8 (67.6)         | 16.9 (62.4)         | 14.1 (57.4)         | 9.8 (49.6)          | 7.2 (45.0)          | 12.4 (54.3)         |
| 历史最低温 °C（°F） | −7.2 (19.0)         | −9 (16)             | −4.3 (24.3)         | 1.1 (34.0)          | 4.6 (40.3)          | 9 (48)              | 12.8 (55.0)         | 12.3 (54.1)         | 8.4 (47.1)          | 3.2 (37.8)          | −0.9 (30.4)         | −4.5 (23.9)         | −9 (16)             |
| 平均降水量 mm（）   | 70.6 (2.78)         | 47.6 (1.87)         | 36.6 (1.44)         | 61.5 (2.42)         | 38.7 (1.52)         | 25.1 (0.99)         | 5.6 (0.22)          | 21.7 (0.85)         | 63.6 (2.50)         | 103.2 (4.06)        | 74.4 (2.93)         | 67.5 (2.66)         | 616.1 (24.26)       |
| 月均日照時數        | 146.7               | 173.8               | 233.5               | 245.8               | 288.3               | 331.6               | 369.2               | 332.7               | 259.3               | 182.4               | 146.5               | 129.1               | 2,838.9             |
| 来源：infoclimat.fr |                     |                     |                     |                     |                     |                     |                     |                     |                     |                     |                     |                     |                     |

## 行政区划
滨海拉塞讷的市镇编号为83126，邮政编号为83500。
在行政管理方面，滨海拉塞讷隶属于法国普罗旺斯-阿尔卑斯-蓝色海岸大区瓦尔省土伦区；在地方选举方面，滨海拉塞讷是滨海拉塞讷第一县和滨海拉塞讷第二县的中央投票站所在地，其市镇范围全境被划入瓦尔省第七选区；在社会管理方面，滨海拉塞讷是土伦普罗旺斯-地中海都会区的组成部分。
滨海拉塞讷市镇被划为西、南、中、北共四个快区，实行公民自治制度。滨海拉塞讷的贝尔特（Berthe）街区为城市敏感街区；贝尔特、市中心（Centre Ville）两个街区为城市政策优先街区。
法国国家统计与经济研究所（简称）在进行数据统计时，将滨海拉塞讷及相邻的另外27个市镇设为土伦城市核心区，并将包括核心区在内的周边共40个市镇划为土伦城市区。自2020年起，土伦城市区被包含25个市镇的土伦城市辐射区代替。此外，还将滨海拉塞讷市镇分为了25个“块区”（IRIS），以便于统计人口分布情况。

## 交通

### 公路
A50高速公路经过滨海拉塞讷市区北部，并设有13号出入口连接市区，此外瓦尔省省道D16线、D18线、D26线、D63线、D559线等在滨海拉塞讷境内交汇。
| 13 | 4 |

| 土伦 | 7 |

| 耶尔 | 25 |

| 邦多勒 | 13 |

2019年，65.4%的滨海拉塞讷家庭拥有至少一辆私人汽车。2019年，滨海拉塞讷境内共发生各类交通事故38起，造成1人遇难，51人受伤，其中30人重伤。

### 铁路

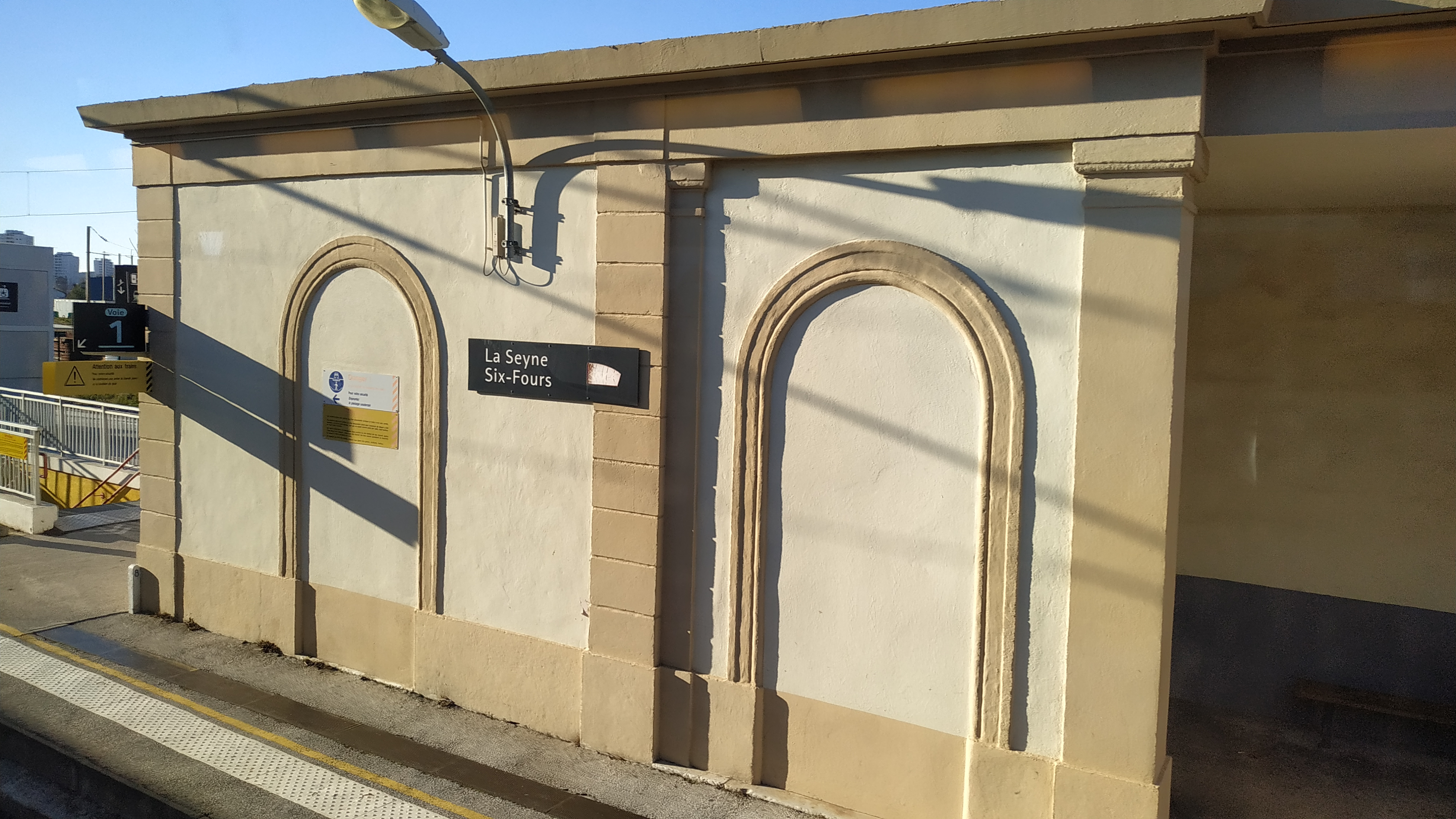
拉塞讷-锡富尔火车站的站牌

滨海拉塞讷位于马赛－文蒂米利亚铁路上。拉塞讷-锡富尔站位于市区北部，停靠往返于马赛和土伦一线的区域列车。

### 航空
距离滨海拉塞讷最近的民用航空站为土伦-耶尔机场，距离滨海拉塞讷市中心的公路里程约27公里。

### 城市公共交通
滨海拉塞讷是土伦城市公共交通（商业名称为）的服务范围，后者是土伦都会区的城市公共交通系统。截至2022年12月，该系统共包括数十条公交线路，其中公交8路、12路、18路、28路、70路、71路、81路、82路、83路、84路和87路经过滨海拉塞讷市区，另有两条海上轮渡线路直连土伦老港。

## 政治

### 市政内阁

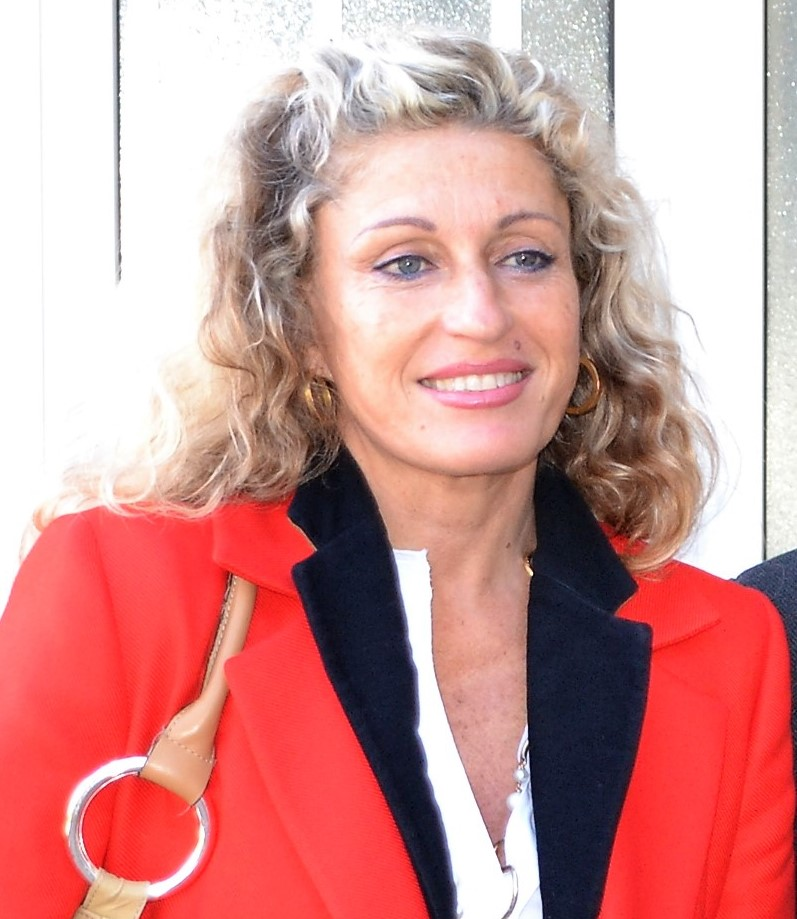
娜塔莉·比凯

滨海拉塞讷的现任市长为娜塔莉·比凯女士（Nathalie BICAIS），她是一名右翼无党派人士，在2020年的市政选举中获得了44.12%的支持率。
| 滨海拉塞讷历届市长 | 滨海拉塞讷历届市长                  | 滨海拉塞讷历届市长               |
| 任期               | 市长                                | 党派                             |
| ------------------ | ----------------------------------- | -------------------------------- |
| 1945年－1947年     | Jean SAUVET 让·索韦                 | 無黨籍                           |
| 1947年－1969年     | Toussaint MERLE 图桑·梅尔           | PCF法国共产党                    |
| 1969年－1978年     | Philippe GIOVANNINI 菲利普·焦万尼尼 | PCF法国共产党                    |
| 1978年－1984年     | Maurice BLANC 莫里斯·布朗           | PCF法国共产党                    |
| 1984年－1994年     | Charles SCAGLIA 夏尔·斯卡利亚       | UDF法国民主联盟 →PR法国共和人党  |
| 1994年－1995年     | François HÉRISSON 弗朗索瓦·埃里松   | RPR保衛共和聯盟                  |
| 1995年－2001年     | Maurice PAUL 莫里斯·保罗            | PCF法国共产党                    |
| 2001年－2008年     | Arthur PAECHT 阿图尔·佩希特         | RPR保衛共和聯盟 →UMP人民运动联盟 |
| 2008年－2020年     | Marc VUILLEMOT 马克·维耶莫          | PS社会党 →GRS共和与社会主义左翼  |
| 2020年－           | Nathalie BICAIS 娜塔莉·比凯         | DVD右翼无党派人士                |

### 各级选举
| 滨海拉塞讷历届投票选举结果 | 滨海拉塞讷历届投票选举结果     | 滨海拉塞讷历届投票选举结果 | 滨海拉塞讷历届投票选举结果 | 滨海拉塞讷历届投票选举结果  | 滨海拉塞讷历届投票选举结果 | 滨海拉塞讷历届投票选举结果 | 滨海拉塞讷历届投票选举结果    | 滨海拉塞讷历届投票选举结果 | 滨海拉塞讷历届投票选举结果 |
| 选举项目                   | 选举范围                       | 选区单位                   | 选区单位内的选举结果       | 选区单位内的选举结果        | 选区单位内的选举结果       | 选区单位内的选举结果       | 选区单位内的选举结果          | 选区单位内的选举结果       | 参考资料                   |
| 选举项目                   | 选举范围                       | 选区单位                   | 第一轮胜出者               | 第一轮胜出者                | 支持率                     | 第二轮胜出者               | 第二轮胜出者                  | 支持率                     | 参考资料                   |
| -------------------------- | ------------------------------ | -------------------------- | -------------------------- | --------------------------- | -------------------------- | -------------------------- | ----------------------------- | -------------------------- | -------------------------- |
| 2017年法國總統選舉         | 法國                           | 市镇                       |                            | 玛丽娜·勒庞                 | 29.64%                     |                            | 埃马纽埃尔·马克龙             | 53.63%                     | [ 30 ]                     |
| 2017年法国立法选举         | 瓦尔省第七选区                 | 市镇                       |                            | 埃米丽·格雷尔               | 30.13%                     |                            | 埃米丽·格雷尔                 | 56.34%                     | [ 30 ]                     |
| 2019年欧洲议会选举         | 法國                           | 市镇                       |                            | 若尔当·巴尔代拉             | 32.69%                     | （不适用）                 | （不适用）                    | （不适用）                 | [ 32 ]                     |
| 2021年法国省级选举         | 瓦尔省                         | 滨海拉塞讷第一县           |                            | 多里安·米诺兹 塞西莉亚·扎纳 | 31.78%                     |                            | 莉迪·安腾尼特 吕多维克·蓬托纳 | 58.53%                     | [ 33 ]                     |
| 2021年法国省级选举         | 瓦尔省                         | 市镇（第一县部分）         |                            | 多里安·米诺兹 塞西莉亚·扎纳 | 31.78%                     |                            | 莉迪·安腾尼特 吕多维克·蓬托纳 | 58.53%                     | [ 33 ]                     |
| 2021年法国省级选举         | 瓦尔省                         | 滨海拉塞讷第二县           |                            | 娜塔莉·比凯 约瑟夫·米莱     | 42.01%                     |                            | 娜塔莉·比凯 约瑟夫·米莱       | 58.54%                     | [ 33 ]                     |
| 2021年法国省级选举         | 瓦尔省                         | 市镇（第二县部分）         |                            | 娜塔莉·比凯 约瑟夫·米莱     | 53.12%                     |                            | 娜塔莉·比凯 约瑟夫·米莱       | 69.72%                     | [ 33 ]                     |
| 2021年法国大区选举         | 普罗旺斯-阿尔卑斯-蔚蓝海岸大区 | 市镇                       |                            | 蒂埃里·马里亚尼             | 36.04%                     |                            | 雷诺·米瑟利耶                 | 56.03%                     | [ 34 ]                     |
| 2022年法国总统选举         | 法國                           | 市镇                       |                            | 玛丽娜·勒庞                 | 27.88%                     |                            | 玛丽娜·勒庞                   | 52.03%                     | [ 30 ]                     |
| 2022年法国立法选举         | 瓦尔省第七选区                 | 市镇                       |                            | 弗雷德里克·博卡莱蒂         | 27.71%                     |                            | 弗雷德里克·博卡莱蒂           | 52.38%                     | [ 30 ]                     |

## 人口
2019年，滨海拉塞讷市镇人口数量为62,987，在法国排名第89位。其中男性30,199人，女性32,788人，75岁及以上人口占10.6%，外籍人口数量为3,365人，人口密度为2,841人/平方公里，当地居民被称为（男性）或（女性）。2020年，滨海拉塞讷境内出生665人，死亡人口780人。
| 滨海拉塞讷1901年－2019年人口变化情况 |
|                                      |
| 数据来源：Cassini、INSEE             |

## 经济

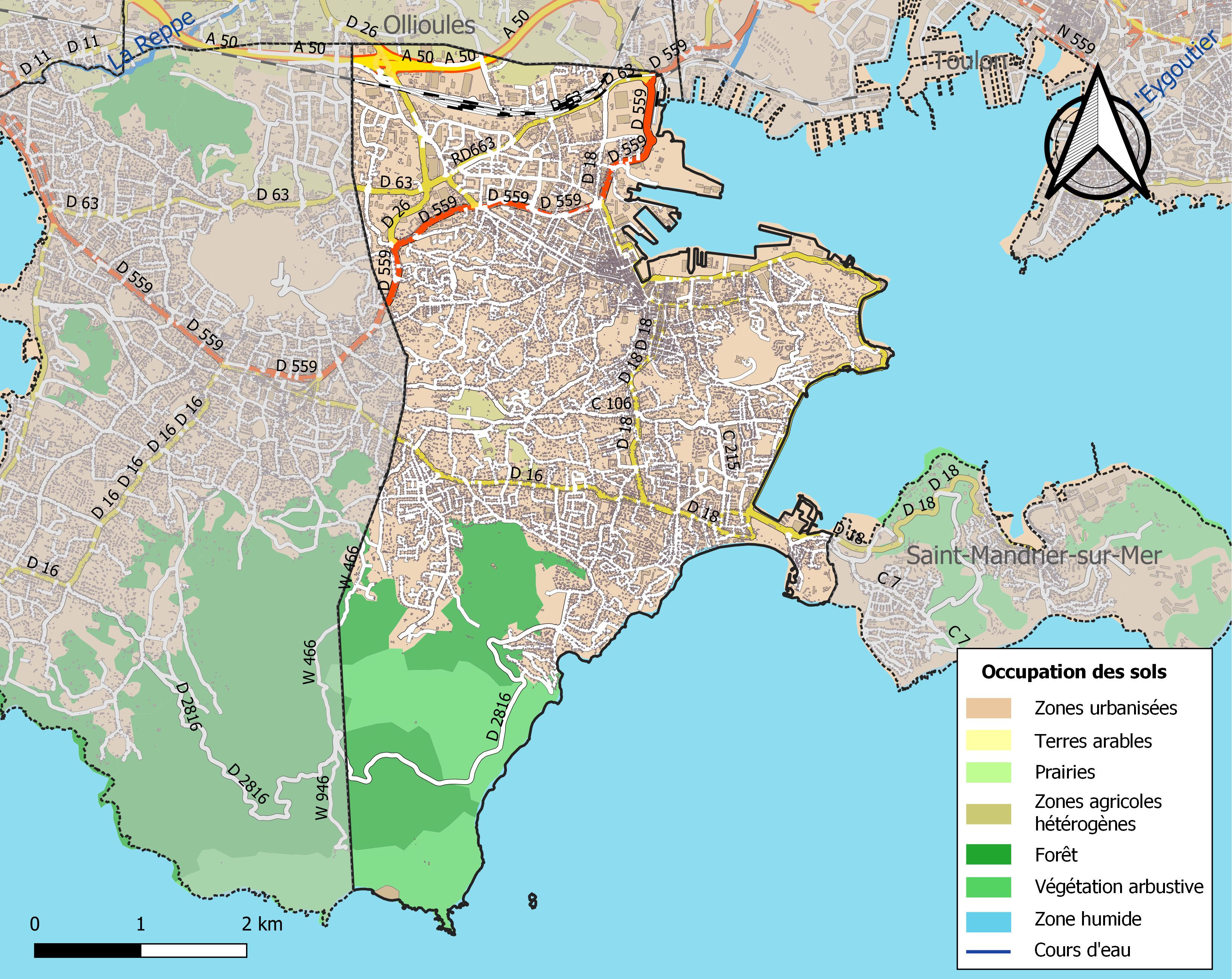
滨海拉塞讷土地利用情况地图

滨海拉塞讷历史上因造船工业而兴，1853年建立的地中海造船厂曾经是欧洲的著名造船企业之一，如日俄战争中俄罗斯帝国海军太平洋舰队旅顺分舰队旗舰皇太子號戰列艦即在该地建造。该企业还曾经为伊拉克建造过奥西里斯级核反应堆，后者在以色列的巴比倫行動中被突袭并被摧毁。
现代滨海拉塞讷则是土伦的一个近郊卫星城。截止2022年12月，滨海拉塞讷市镇范围内共有各类用人单位（包含自雇）10,648家，平均历史为13年，其中99.15%为中小型企业（PME），2022年10月至12月间，当地的经济活力指数为0.39%。（垃圾处理）、（零售）及（汽车销售）是当地2021年营业额最高的三个企业，分别为34,328,221欧元、28,547,498欧元和20,224,735欧元。

## 财政与居民收入
2021年，滨海拉塞讷的财政收入总额为91,110,400欧元，财政支出总额为85,387,800欧元，当年的债务总额为115,127,000欧元。2021年，滨海拉塞讷市镇共获得12,561,342欧元的国家财政补助，比上一年减少了0.4%。
2020年，滨海拉塞讷的人均月收入总额为2,066欧元，其中高级职员为3,527欧元，低于法国平均水平（4,230欧元）；中级职员为2,256欧元，低于法国平均水平（2,411欧元）；普通职员为1,658欧元，亦低于法国平均水平（1,740欧元）。
2019年，滨海拉塞讷境内的青壮年（15至64岁）失业率为16.6%，当地45.8%的家庭拥有纳税资格，平均纳税2,546欧元，低于法国平均水平（3,910欧元）。

## 社会事务

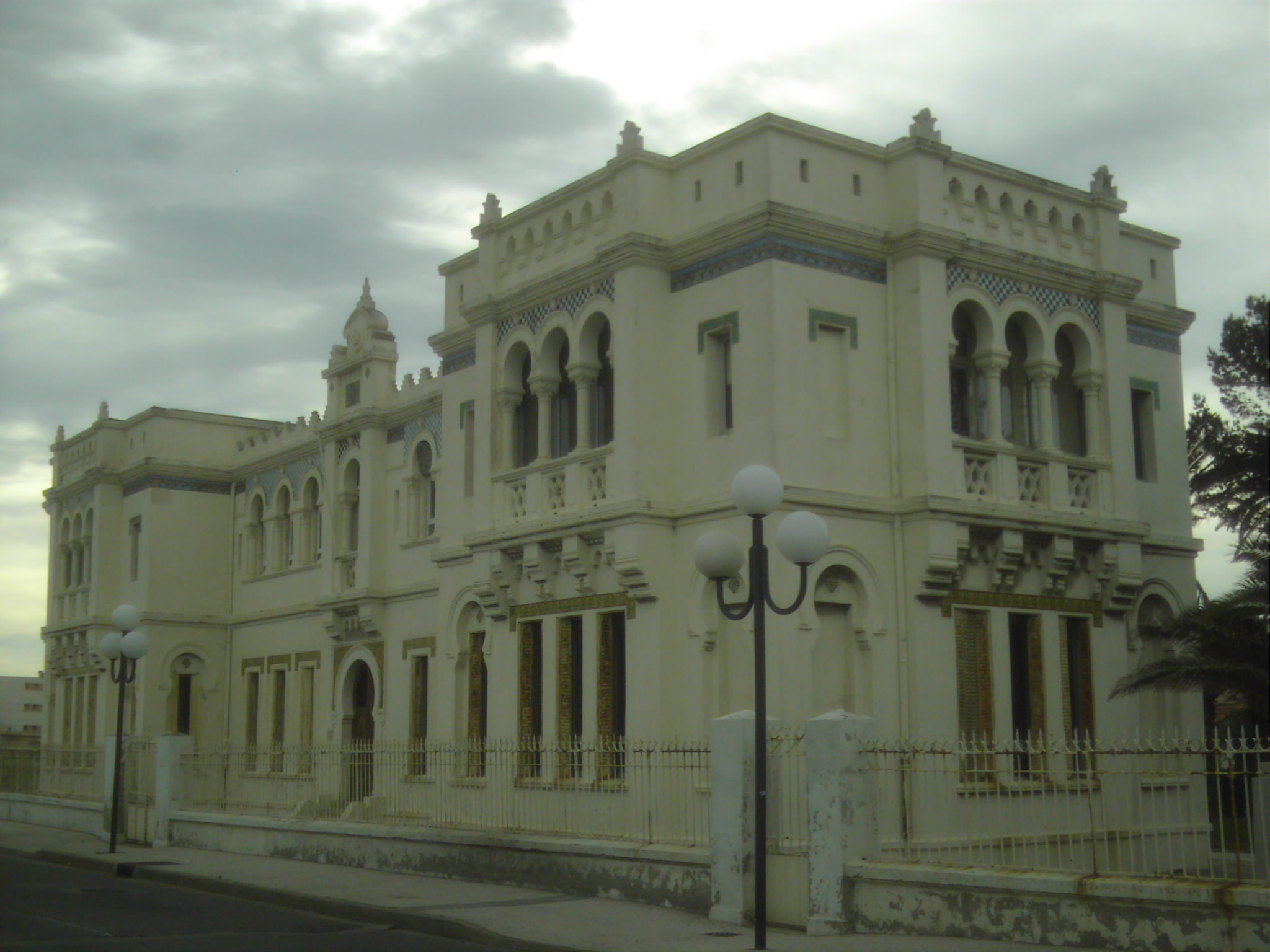
米歇尔·帕沙海洋生物研究院

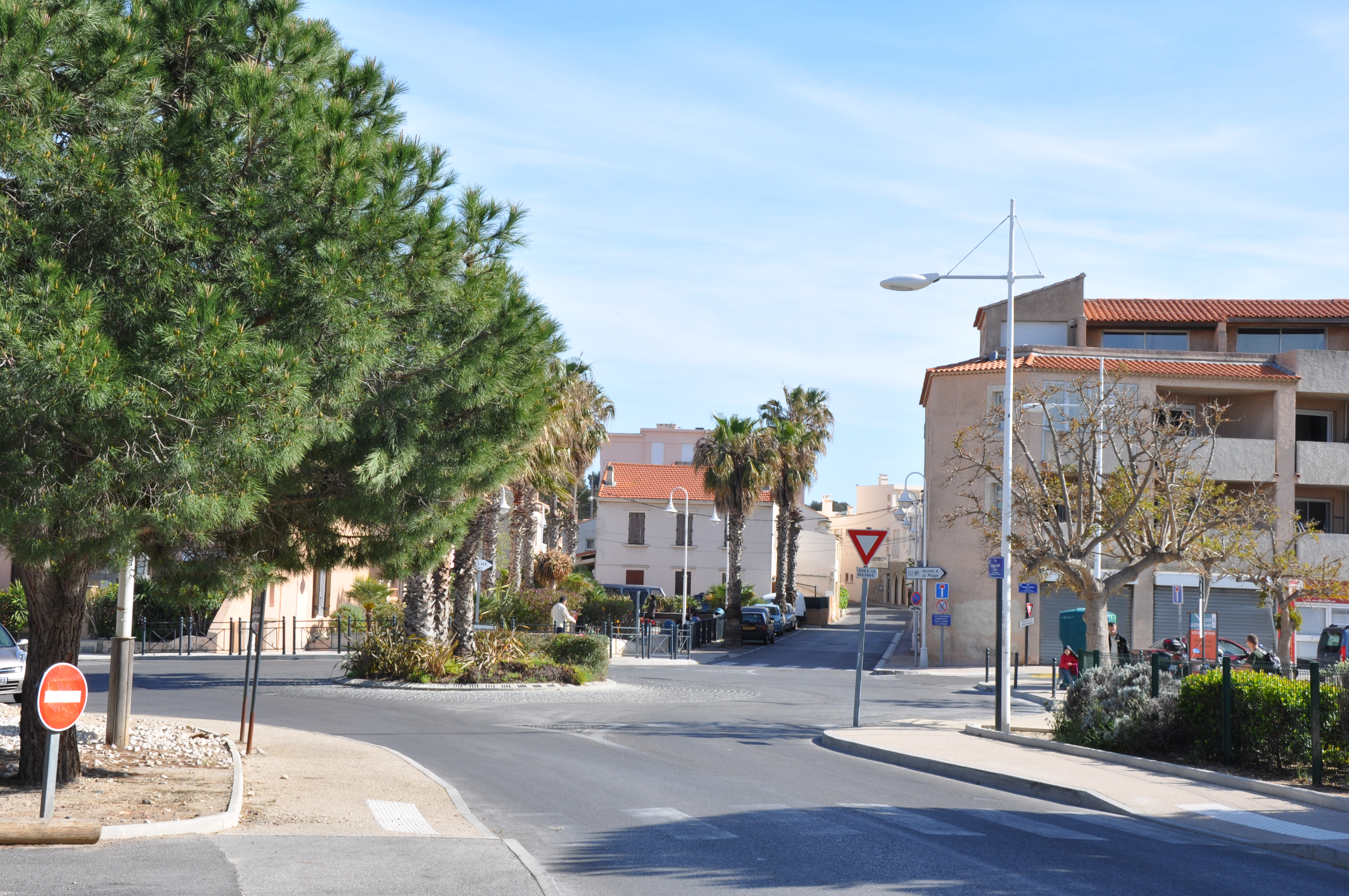
乔治·拉艾街

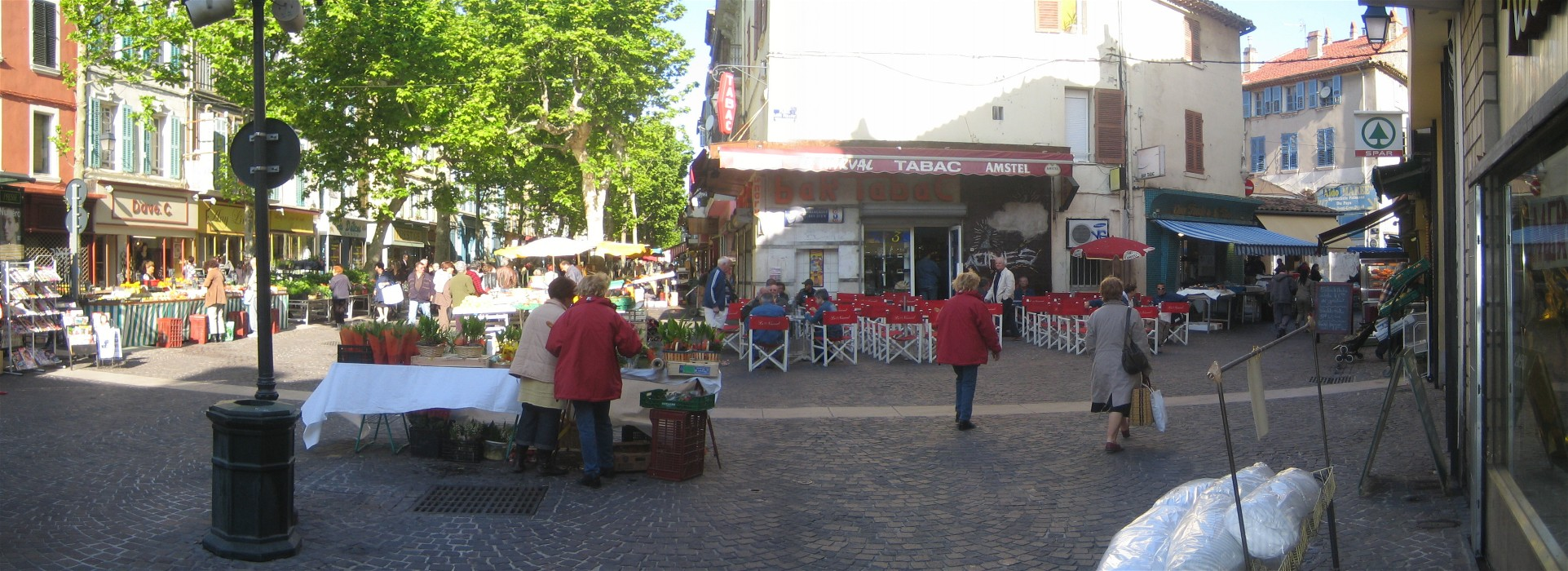
滨海拉塞讷镇中心的集市

### 教育
滨海拉塞讷属于尼斯学区。截止2021年1月1日，滨海拉塞讷境内共有15所幼儿园、16所小学、5所初级中学和3所普通高中。2018至2019学年度，滨海拉塞讷境内共有在校中等教育阶段学生6,310名。
在高等教育方面，里昂第一大学在滨海拉塞讷设有米歇尔·帕沙海洋生物研究院。

### 医疗
截止2021年1月1日，滨海拉塞讷境内共有全科医生123名、保健师109名、牙医45名、护士164名、耳科医生4名、眼科医生5名、皮肤科医生4名、助产士15名、儿科医生4名和妇科医生5名。境内共有药房23家、养老院1家、残疾人帮扶中心4家。
滨海拉塞讷中心医院，全名为“土伦-滨海拉塞讷市际中心医院”，是法国的一个区域性医疗机构，其主病区乔治·桑医院（Hôpital Georges Sand）位于滨海拉塞讷市区，设有床位319个，是滨海拉塞讷市镇范围内规模最大的公立综合性医院。

### 住房
2019年，滨海拉塞讷境内共有各类住房36,693套，其中32.3%为独立式居民区，67.2%为集中式居民区。常住房屋占滨海拉塞讷市镇范围内居民建筑总量的80.4%。
在住房保障政策方面，2021年，滨海拉塞讷境内共有7,653户家庭获得了住房经济补助，受益人数占总人口数量的12.2%，其中7,399份为房租补助。

### 商业
2021年，滨海拉塞讷境内共有各类实体商铺1,772家，其中餐厅260家、大型超市11家、杂货店21家、面包房34家、肉铺24家、书店13家、装饰品店6家、银行门店14家、美容美发店108家、汽车维修店95家。市区西北部建有开放式商业街区，有欧尚、E.Leclerc、Lidl、Grand Frais等商场；市区南部建有Intermarché和Picard购物超市。

### 体育
2021年，滨海拉塞讷境内共有1家游泳池、4间体育馆、2座综合体育场、18处网球场、1处马术场、5处足球或橄榄球场以及3处篮球或排球场。
塞讷人体育联盟是当地的一家橄榄球俱乐部，成立于1902年，其主队2022至2023赛季参加法国全国橄榄球球乙组联赛。
截至2022年12月，滨海拉塞讷境内共有六家注册足球俱乐部。滨海拉塞讷足球俱乐部（Football Club Seynois，编号510111）是当地的代表性足球队，其U20队2022至2023赛季参加地中海足球联赛，其主场为安托万·斯卡利亚球场（Stade Antoine Scaglia）。

### 环境
滨海拉塞讷的环境事务由其所属的土伦普罗旺斯-地中海都会区联合各级政府协调负责。2021年，滨海拉塞讷境内共有2家污染企业。

### 治安
2021年，滨海拉塞讷市镇范围内共有1处派出所。
滨海拉塞讷警区（zone police de La Seyne sur Mer）的管辖范围共包括两个市镇。2020年，该警区累计记录各类案件3,106起，其中盗窃类案件1,412起，经济类案件470起，毒品交易类案件211起。

## 文化

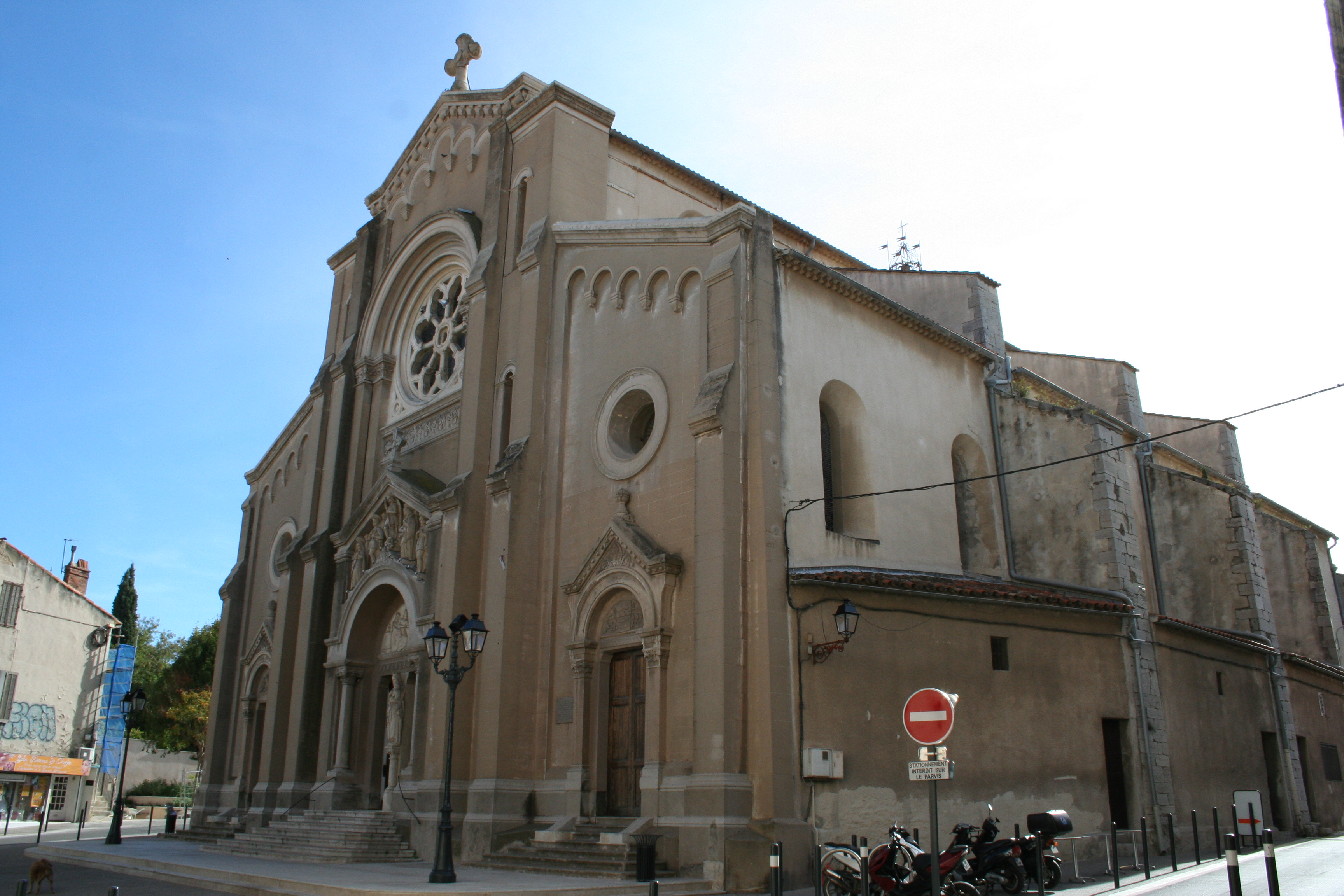
滨海拉塞讷远航圣母教堂

2021年，滨海拉塞讷境内有1家博物馆。滨海拉塞讷境内共有三处多媒体中心和一处流动图书馆。

### 建筑
滨海拉塞讷境内有多处历史建筑，其中远航圣母教堂、巴拉吉耶堡等为法国国家文物保护单位。

### 旅游
滨海拉塞讷的旅游事务由其所属的土伦普罗旺斯-地中海都会区负责。2022年，滨海拉塞讷境内共有12家酒店共计619间房间；另有4个露营地，可容纳共485辆露营车。

### 媒体
法国主要的媒体均可在滨海拉塞讷接收，法国电视三台下属的普罗旺斯-阿尔卑斯-蓝色海岸大区频道在部分时段播出滨海拉塞讷所属区域的地方新闻。蓝色法兰西普罗旺斯广播、维他命广播、《瓦尔早报》、《马赛日报》等是当地主要的地方性媒体。

## 相关人物
法国赛车手克里斯托夫·拉波特、橄榄球运动员帕特里斯·科拉佐、足球运动员巴费蒂姆比·戈米及其表弟南帕利·门迪出生于滨海拉塞讷。

## 友好城市
截至2022年12月，滨海拉塞讷共与六座城市互为友好城市关系：
- 德国 赖尼肯多夫
- 義大利 布蒂
- 智利 托尔特尔
- 爱沙尼亚 马尔杜
- 突尼西亞 布尔吉巴营
- 乌克兰 贝尔江斯克